# Matthew Rush
Matthew Rush (ur. 22 września 1972 w Huntingdon) – amerykański aktor gejowskich filmów pornograficznych, kulturysta i trener personalny. 

## Życiorys

### Wczesne lata
Urodził się w Huntingdon w stanie Pensylwania jako najmłodszy z trzech synów. Wychowywał się w pobliskim małym miasteczku Shirleysburg w hrabstwie Huntingdon. Uczęszczał do Mount Union Area High School w Mount Union Borough w Pensylwanii. W ostatniej klasie liceum, przy wzroście 180 cm i wadze 59 kg, zaczął podnosić ciężary w siłowni. Początkowo chciał zostać klaunem lub kaskaderem filmowym. Ukończył Pennsylvania State University ze stopniem Bachelor’s degree na wydziale fizjologii wysiłku fizycznego. Przez krótki okres pracował jako trener personalny na statkach wycieczkowych. Następnie przeniósł się do Columbus w stanie Ohio, gdzie rywalizował w zawodach kulturystycznych. 

### Kariera w gejowskiej branży porno
W 2000 podpisał swój pierwszy kontrakt z wytwórnią Falcon Entertainment Studios. Karierę w przemyśle pornograficznym rozpoczął od występu w realizacji Jocks Studio – Hazed (2001) w reż. Chi Chi LaRue. Matthew Rush podpisał drugi roczny kontrakt z Falcon w 2001, po czym zaproponowano mu kontrakt na czas nieokreślony w 2002. W produkcji Mustang Aftershock 2 (2002) w reż. Chi Chi LaRue wziął udział w scenie seksu grupowego z udziałem m.in. Coltona Forda.
Jego zdjęcia znalazły się na okładkach „Unzipped” (grudzień 2001, styczeń 2003, wrzesień 2004, kwiecień 2006 i czerwiec 2007), „Honcho” (maj 2002), „Torso” (grudzień 2001, listopad 2002, kwiecień 2004, sierpień 2005, wrzesień 2006 i październik 2007), „All Man” (listopad 2001), „Blueboy” (luty 2002, sierpień 2002 i styczeń 2003), „Dude” (listopad 2001, marzec 2002, czerwiec 2002 i wrzesień 2002), „Jock” (październik 2001, marzec 2003 i kwiecień 2007) i „Attitude” (w kwietniu 2004).
Po podpisaniu kontraktu na wyłączność z wytwórnią Falcon Entertainment Studios, wziął udział w 44 realizacjach, w tym Splash Shots 3: To The Hilt (2002) z Jasonem Hawke, Taking Flight, Part 2 (2004) ze swoim ówczesnym partnerem Robem Romonim, Heaven To Hell (2005) z Erikiem Rhodesem, Dare (2007) z Tylerem Saintem czy Best Men 1: The Bachelor Party (2008) w scenie seksu oralnego z Zebem Atlasem.
W 2002 otrzymał Grabby Award w kategorii „Najlepszy debiut” (Best Newcomer). W 2007 reżyserował pornograficzny film Rush & Release dla Falcon Studios. W 2009 zakończył współpracę z Falcon Studios, aby mógł realizować inne projekty w branży pornograficznej. 
Jego pierwszym projektem po odejściu z wytwórni Falcon był film Titan Media Full Access (2009) z François Sagatem i sesja zdjęciowa z fotografem Jonem Royce’em 22 stycznia 2009. W 2009 dołączył do serwisu MenOver30.com. Ponadto wystąpił w produkcjach RobertVanDamme.net: Private Party 3: The Mystery Revealed (2009) jako pasyw z Robertem Van Damme i Dirty Muscle (2010) w roli mechanika warsztatu samochodowego. W 2010 odebrał GayVN Award w kategorii „Najlepszy uniwersalny wykonawca”. Za rolę Lorda Voldemorecocka w parodii filmu fantasy Harry Potter i Kamień Filozoficzny – Whorrey Potter and the Sorcerer’s Balls (2010) był nominowany do Grabby Award i GayVN Award dla najlepszego aktora drugoplanowego. Wziął udział w scenie seksu grupowego z udziałem m.in. Johnny’ego Hazzarda w filmie Catalina Video Distributors Frat Boy Fuck Down (2011) oraz w scenie jako pasyw z reżyserem produkcji Michaelem Lucasem w Lucas Entertainment Top Service (2011). 
W 2013 za swoje osiągnięcia dołączył do Sali Sław – Grabby Wall of Fame.

### Działalność poza przemysłem porno
Uczestniczył w Gay Games w Amsterdamie i Sydney. Wystąpił jako kulturysta w produkcji VHS Muscle East Tajemnice lasu (Into The Woods, 2001) w reż. Franka Jacobsa, używając swojego imienia i nazwiska Greg Grove. Grał też w filmach i serialach hollywoodzkich, w tym w dreszczowcu Psycho Beach Party (2001), telewizyjnym filmie detektywistycznym o tematyce LGBT Obnażyć prawdę (Third Man Out, 2005) u boku Chada Allena, komedii o nastoletnich homoseksualistach Kolejny gejowski film (Another Gay Movie, 2006) jako Ryder oraz komedii grozy Pro Wrestlers vs Zombies (2014) z Roddym Piperem. 
W latach 2002–2005 grał Jacka Hawka w objazdowej produkcji scenicznej Ronniego Larsena Making Porn na deskach Baltimore Theatre Project w Baltimore w stanie Maryland.
W 2010 w Fort Lauderdale na Florydzie wziął udział w imprezie z okazji 50. rocznicy premiery kultowej komedii romantycznej Gdzie są chłopcy (Where the Boys Are, 1960) z Connie Francis.

## Życie prywatne
Spotykał się z innymi aktorami pornograficznymi: Robem Romonim, Zakiem Spearsem, Jakiem Ginellim, Parkerem Williamsem, Joem Fosterem i Ethanem Kage’em.
Zamieszkał na Florydzie, we Fort Lauderdale, gdzie podjął pracę w charakterze trenera osobistego.
2 marca 2017 został oskarżony o nieumyślne wyrządzenie szkody dla zdrowia ludzkiego i aresztowany przez Biuro Szeryfa Hrabstwa Broward. Jak poinformował magazyn „Instinct”, postawione zarzuty dotyczyły urazu, który został zadany partnerowi Rusha podczas stosunku. Został jednak zwolniony za kaucją 1600 dolarów i musiał stawiać się na wezwania organów ścigania aż do rozpatrzenia sprawy w sądzie. 17 stycznia 2018 został ponownie aresztowany. Po wyjaśnieniu pozostałych zarzutów, otrzymał rozkaz przystąpienia do programu antynarkotykowego.
W 2019 zachorował na łagodny rozrost gruczołu krokowego i zapalenie płuc, przez sześć dni przebywał w szpitalu.

## Wymiary
| talia            | 76,2 cm   |
| klatka piersiowa | 114,30 cm |
| ramię            | 46,99 cm  |
| udo              | 62,23 cm  |

## Wybrana filmografia
| Rok  | Tytuł                                     | Rola                                 | Reżyser         |
| ---- | ----------------------------------------- | ------------------------------------ | --------------- |
| 2001 | Psycho Beach Party                        | tancerz                              | Robert Lee King |
| 2005 | Obnażyć prawdę (Third Man Out, TV)        | Dik Steele                           | Ron Oliver      |
| 2006 | Kolejny gejowski film (Another Gay Movie) | Ryder                                | Todd Stephens   |
| 2010 | L.A. Zombie                               | fetyszysta zastrzelony przez dealera | Bruce LaBruce   |
| 2011 | Eating Out 5: Otwarty weekend             | specjalne podziękowanie              | Q. Allan Brocka |
| 2014 | Pro Wrestlers vs Zombies                  | Greg Grove                           | Cody Knotts     |

## Nagrody
| Rok  | Nagroda      | Kategoria                         | Film                                            | Inni wykonawcy |
| ---- | ------------ | --------------------------------- | ----------------------------------------------- | -------------- |
| 2002 | Grabby Award | Najlepszy debiutant               | –                                               | –              |
| 2002 | Grabby Award | Najlepsza scena seksu solo        | Alone with... Volume 1 (2001)                   | –              |
| 2002 | GayVN Award  | Najlepszy debiutant               | –                                               | –              |
| 2003 | Grabby Award | Najlepszy wykonawca               | –                                               | –              |
| 2003 | Grabby Award | Najlepsza scena seksu w duecie    | Deep South: The Big and the Easy, Part 2 (2002) | Josh Weston    |
| 2005 | Grabby Award | Najgorętszy tyłek                 | –                                               | –              |
| 2006 | Grabby Award | Nagroda Honorowa                  | –                                               | –              |
| 2007 | Grabby Award | Najlepszy aktor drugoplanowy      | The Velvet Mafia: Part 1 & 2 (2006)             | –              |
| 2010 | Grabby Award | Najlepszy wykonawca uniwersalny   | –                                               |                |
| 2010 | GayVN Award  | Najlepszy wykonawca uniwersalny   | –                                               | –              |
| 2010 | GayVN Award  | GayVN Hall of Fame                | –                                               | –              |
| 2013 | Grabby Award | Nagroda za całokształt twórczości | –                                               | –              |